# Cyklotron

Principskiss för Cyclotron.

En cyklotron är en form av partikelaccelerator. Den första cyklotronen skapades av de amerikanska fysikerna Ernest Lawrence och Milton Stanley Livingston 1932, och består av en stor elektromagnet med homogent magnetfält.
I magnetfältet har man placerat två D-formade, ihåliga metallelektroder, över vilka man lägger ett elektriskt växelfält, som ges en sådan frekvens att partiklarna alltid får ett tillskott av energi och hastighet då de passerar mellanrummet mellan elektroderna.
Genom att låta laddade partiklar gå runt i magnetfältet, kunde dessa accelereras i mindre steg med hjälp av växelspänningen, och så uppnå högre energier än vad som är möjlig med en Van de Graaff-generator.
Detta är ett resultat av att partiklar kommer att följa banor i magnetfältet med allt större radier och eftersom partiklarnas omloppstider endast beror av magnetfältet samt partiklarnas massa och laddning, kan man accelerera laddade joner i en cyklotron ända till dess att relativistiska effekter gör att deras massa ökar märkbart.
För protoner kan man uppnå ca 12 MeV, medan deuteroner och α-partiklar kan accelereras till ca 25 MeV.
Vill man uppnå högre energier med en maskin med fast magnetfält, kan man frekvensmodulera växelspänningen, varvid ca 700 MeV kan uppnås. En sådan maskin kallas synkrocyklotron.
Cyklotronen var ett viktigt verktyg i undersökandet av fissionsprocessen och blev ett instrument i USA:s atombombsforskning under andra världskriget.

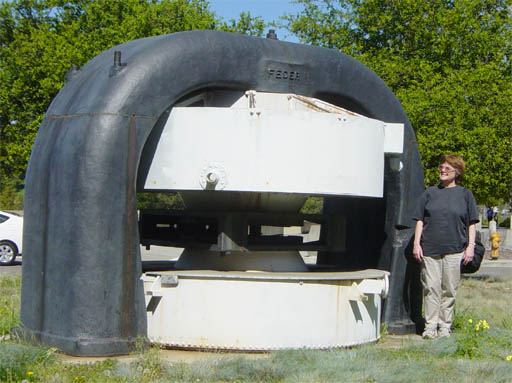
Acceleratorn befinner sig mellan magnetens polskor
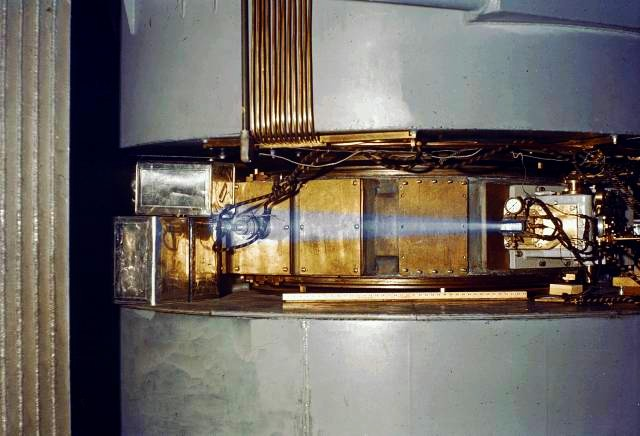
Cyklotronens protonstråle gör att luften fluorescerar
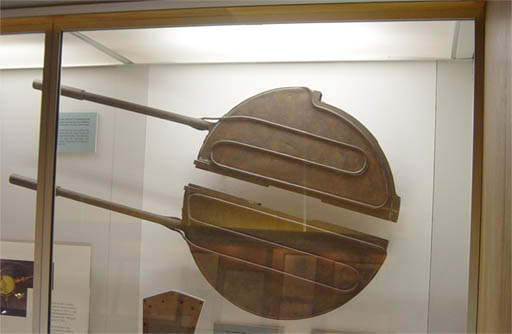
De 'D'-formade halvorna där atomkärnor accelereras.
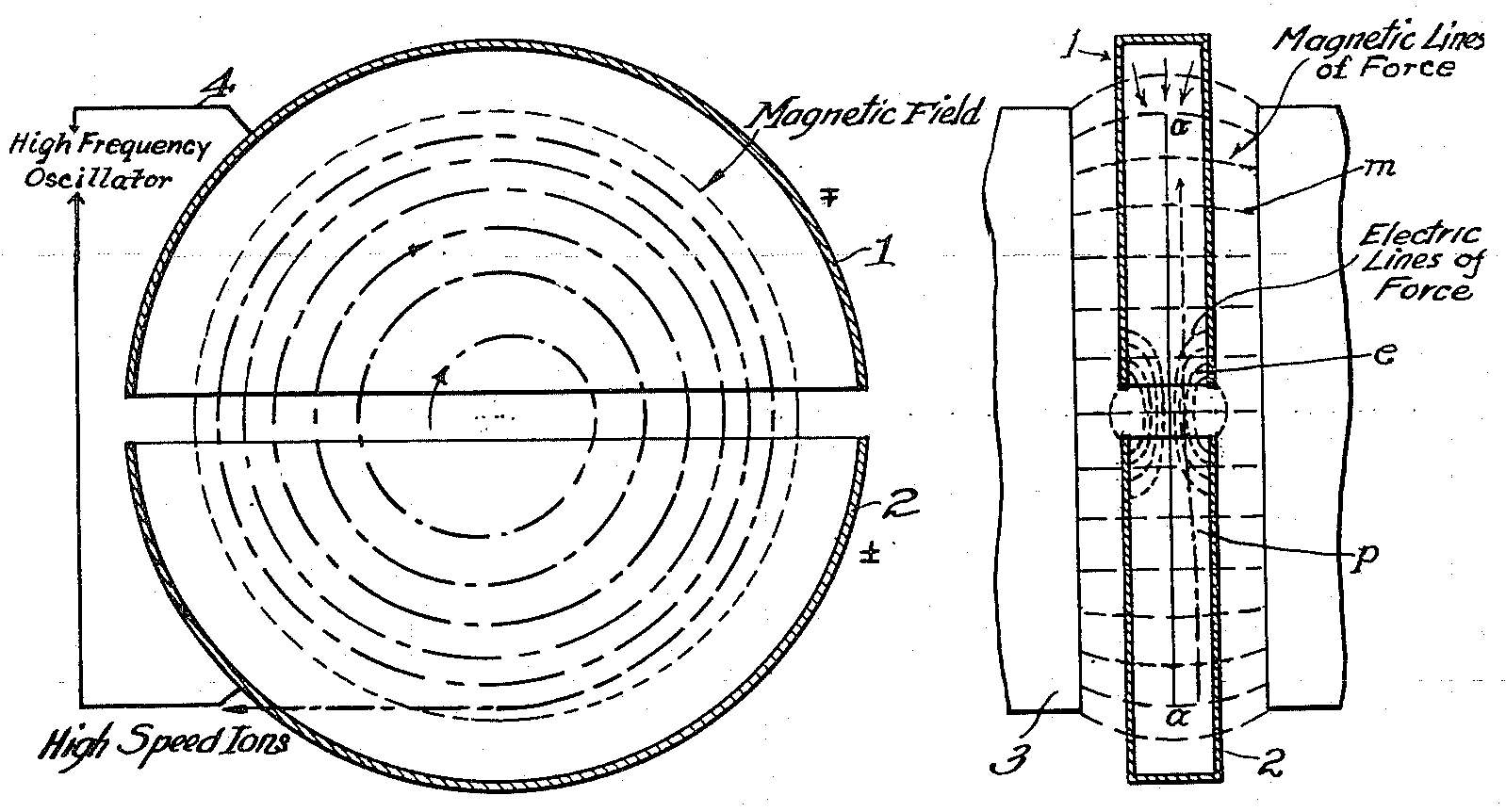
Lawrence patentansökan